# Tătărani
Tătărani é uma comuna romena localizada no distrito de Dâmboviţa, na região de Muntênia. A comuna possui uma área de 63.80 km² e sua população era de 5501 habitantes segundo o censo de 2007.